# Wilhelm von Schoen
Wilhelm Eduard Freiherr von Schoen (Worms, 3. lipnja 1851. — Berchtesgaden, 24. travnja 1933.) bio je njemački diplomat. Bio je njemački veleposlanik u Parizu na početku Prvog svjetskog rata i ministar vanjskih poslova Njemačkog Carstva.

## Djela
- Der Nationalismus im Leben der Dritten Republik, Berlin 1920. (Koautor)
- Erlebtes: Beiträge zur politischen Geschichte der neuesten Zeit, Stuttgart 1921.
- The Memoirs of An Ambassador. A Contribution to the Political History of Modern Times, London 1922.
- Mémoires (1900-1914), Pariz 1922.
- Deutschland und die Schuldfrage, Berlin 1924.
- Kleiner Führer durch das Berchtesgadener Land, Berchtesgaden 1925.
- The German Declaration of War on France: The Question of Telegram Mutilations. Premier Poincaré versus Ambassador von Schoen, USA 1927.

## Vanjske poveznice
- Životopis u Nordisk Familijebok 1916. (švedski)
- Katalog njemačke nacionalne knjižnice